# Мулату, Эрнесту
Жоаким Лемуш Эрнесту Мулату (порт. Joaquim Lemos Ernesto Mulato; 1940, Бембе) — ангольский политик, один из основателей и руководителей УНИТА. Близкий соратник Жонаса Савимби. Участник антиколониальной борьбы и гражданской войны. После гибели Савимби и легализации УНИТА — член высшего руководства, советник председателя партии Исайаша Самкакувы. Депутат Национальной ассамблеи Анголы, в 2008—2012 заместитель председателя Национальной ассамблеи.

## В антиколониальном подполье
Родился в северной ангольской провинции Уиже в семье этнических баконго. При рождении получил имя Лемуш Эрнесту, при католическом крещении в 1948 году — Жоаким Эрнесту. Образование инженера-строителя получил в Ндалатандо.
С юности Эрнесту Мулату придерживался антиколониальных революционно-националистических взглядов. Участвовал в антиколониальном подполье в Луанде. В 1960 году Эрнесту Мулату вынужден был покинуть Португальскую Анголу и перебрался в Бельгийское Конго (незадолго до провозглашения независимости). Проживал в Леопольдвиле. Вступил в Союз народов Анголы, возглавляемый Холденом Роберто.
В 1961 году Эрнесту Мулату познакомился с Жонасом Савимби. Левые взгляды и радикальные позиции побудили его переориентироваться с Роберто на Савимби (несмотря на то, что Роберто, как и Мулату, был баконго, а Савимби — овимбунду).

## В повстанческом движении
13 марта 1966 года в Муангаи (ангольская провинция Мошико) был создан Национальный союз за полную независимость Анголы (УНИТА) под руководством Жонаса Савимби. Эрнесту Мулату являлся одним из основателей движения и входил в первый состав руководства. Он стал первым руководителем дипломатической службы УНИТА. Вместе с Жорже Сангумбой представлял УНИТА в Великобритании и Западной Европе.
После Португальской революции и провозглашения независимости Анголы Эрнесту Мулату вернулся на родину. Участвовал в гражданской войне на стороне УНИТА. Руководил административным аппаратом партии, являлся ближайшим соратником Савимби, его главным советником по внутренней политике. В феврале—августе 1976 года Мулату был одним из руководителей Longa Marcha — Длинного марша — полугодового боевого похода вооружённых сил УНИТА при отступлении из Уамбо.
В 1977—1982 Эрнесту Мулату являлся генеральным секретарём УНИТА, курировал кадровую политику.
Продолжал также дипломатическую деятельность: сопровождал Савимби при поездках в США, представлял УНИТА в Марокко, Того, ФРГ.
Мулату добивался укрепления политического аппарата движения. На этой почве у него возникали противоречия с командованием вооружённых сил УНИТА. Однако, по отзывам знавших его людей, он отличался крепкими нервами и сумел дистанцироваться от внутренних конфликтов в окружении Савимби.
Наряду с такими деятелями, как Антониу Дембу и Мигель Н’Зау Пуна, Эрнесту Мулату многое сделал для усиления позиций УНИТА на севере Анголы, в провинциях Уиже и Заире. Как этнический баконго, он сыграл видную роль в развёртывании УНИТА среди этой народности. Считался носителем тенденции «овимбундизации баконго».

## В легальной партии
После гибели Жонаса Савимби и окончания гражданской войны УНИТА была преобразована из повстанческого движения в легальную политическую партию. Председателем УНИТА стал Исайаш Самакува. Эрнесту Мулату состоит в Исполнительном секретариате УНИТА, является специальным политическим советником председателя.
В 2008 году Эрнесту Мулату был избран депутатом Национальной ассамблеи. До 2012 был заместителем председателя ангольского парламента. На выборах 2012 занимал в партийном списке вторую позицию после Самакувы. Как опытный дипломат, состоит в парламентском комитете по иностранным делам, международному сотрудничеству и зарубежным ангольским общинам.
В современной УНИТА Эрнесту Мулату считается сторонником Исайаша Самакувы. В то же время он прилагает основные усилия для преодоления внутренних антагонизмов и сохранения единства партии.
Вместе с Жозе Самуэлом Шивале — также одним из основателей УНИТА — Эрнесу Мулату участвовал в создании ветеранской организации Ассоциация старых бойцов УНИТА (AACU).
На XIII съезде УНИТА в ноябре 2019 Эрнесту Мулату поддержал Адалберту Кошта Жуниора при выборах председателя. Авторитетная позиция участника основания партии сыграла важную роль в избрании Кошта Жуниора
В начале 2016 года Эрнесту Мулату издал книгу воспоминаний Do Bembe a Luanda. Um Percurso Pela Democracia em Angola — Из Бембе в Луанду. Путь демократии в Анголе.

## Семья
Эрнесту Мулату женат, в браке имеет дочерей.